# 岳託
岳託（转写：Yoto；1599年2月26日—1639年2月11日，萬曆二十七年二月初二日寅時－崇德四年正月初九日卯時），滿洲鑲紅旗人。清朝宗室大臣，開國元勳，清太祖之孫，禮烈親王代善長子，後被追封為多羅克勤郡王，為清初八大鐵帽子王之一。后金清初时期政治人物。

## 生平
最初被授台吉的職位。天命六年（1621年），帶兵侵略奉集堡，得知明軍所在，岳託偕台吉德格類擊敗明軍。努爾哈赤克瀋陽，明總兵李秉誠引退至白塔舖。岳託後至，驅逐至北面四十里，殲明兵三千餘人。喀爾喀扎魯特貝勒昂安執後金使者送至葉赫，被殺。天命八年（1623年），岳託同台吉阿巴泰征討，斬昂安及其子。天命十一年（1626年），再跟隨代善討伐扎魯特，斬其部長鄂爾齋圖，被封為貝勒。
天聰元年（1627年），跟從貝勒阿敏、濟爾哈朗等伐朝鮮，攻克義州、定州、漢山三城。渡嘉山江，攻克安州，及至平壤，其守將棄城遁走。再進軍到達中和，傳諭朝鮮國王李倧投降。阿敏意欲直攻王京，岳託密與濟爾哈朗協議駐軍平山，再派使者傳諭李倧。李倧歲貢方物，岳託謀與朝鮮結盟後，告知阿敏。阿敏以未有與盟，縱兵掠奪。岳託勸不服阿敏。便再令李倧弟與盟後班師。
及後跟從皇太極伐明，又跟隨圍寧遠，皆有功、再敗明兵於牛莊。天聰二年（1628年），侵略明邊境，隳錦州、杏山、高橋三城。自十三站以東，毀堠二十一，殺守者三十人。天聰三年（1629年），侵略明錦州、寧遠，焚毀城中積聚。皇太極伐明，岳託與濟爾哈朗率右翼兵夜攻大安口，毀水門而入，擊敗馬蘭營援兵於城下。再三擊敗明軍及援軍，五戰皆捷。抵達明都，復跟從其父代善擊敗援兵。偕其弟貝勒薩哈璘圍永平，攻克香河。天聰四年，還守瀋陽。
天聰五年（1631年）初設六部，皇太極命岳託掌兵部事。皇太極攻大凌河，趨至廣寧，岳託偕貝勒阿濟格率兵二萬別自義州進兵，與皇師會合。固山額真葉臣圍城西南，岳託領軍呼應。祖大壽請降，以子祖可法為人質。岳託善諭祖可法，遣他歸城。三日後，祖大壽乃出降。皇太極議取錦州，命岳託偕諸貝勒統兵四千，更易漢服，偕祖大壽扮作潰敗奔狀，夜襲錦州。適逢大霧才停止。
天聰六年（1632年）正月，岳託奏請皇太極妥善撫恤漢民而使人心歸附、增強軍力，為皇太極所納。
後來偕濟爾哈朗等略察哈爾部，至歸化城，俘虜以千計。又偕貝勒德格類行軍略地，自耀州至蓋州南。天聰七年（1633年），又偕德格類等攻擊旅順口，留兵駐守。天聰八年，皇太極閱兵瀋陽，岳託率滿洲、蒙古十一旗兵，列陣二十里許，軍容整肅，獲皇太極嘉勉。從皇太極征察哈爾，因有疾而先還。天聰九年（1635年），侵略明山西，岳託復以病留歸化城。土默特部來告，博碩克圖汗子俄木布遣人偕阿嚕喀爾喀及明使者至，將謀我。岳託伏兵邀博碩克圖汗，擒明使者，令土默特捕斬阿嚕喀爾喀匿馬駝者。部分土默特壯丁，立隊伍，授條約。
崇德元年（1636年）四月，被封為成親王。八月，因徇私庇護莽古爾泰、碩託，及離間濟爾哈朗、豪格，論罪當死，然而皇太極寬免，降為貝勒，罷兵部一職。未幾，覆命攝兵部事。崇德二年八月，上命兩翼較射，岳託言不能執弓，皇太極勉之再三，始引弓，弓墮地者五次，乃擲去。諸王論岳託驕慢，當處死，皇太極再寬免，降為貝子，罰銀五千。

## 逝世
崇德三年（1638年），復為貝勒。從皇太極征喀爾喀，至博碩堆，知札薩克圖汗已出走，乃引軍還。同年八月，伐明，授岳託揚武大將軍，貝勒杜度為副帥，統右翼軍；統左翼者為睿親王多爾袞。至牆子嶺，明兵入堡，外為三寨，清大軍攻克三寨。堡堅固不易攻拔，得到俘卒的消息嶺東西有間道，分兵攻其前，綴明師，秘密從間道逾越嶺而進入，克台十有一。大軍深入，軍至山東到達濟南時，岳託薨於軍中。崇德四年（1639年），多爾袞奏捷，無岳託名。皇太極驚問，始聞其喪，大為慟動，廢輟膳食，命令不得使禮親王知此。岳託喪還，皇太極至沙嶺遙奠；回宮後輟朝三日。下詔封岳託為克勤郡王，賜駱駝五匹、馬兩匹、銀萬兩。
康熙二十七年（1688年），立碑紀念其功績。乾隆四十三年（1778年），賜配享太廟。

## 家庭

### 妻妾
- 嫡福晋那拉氏，阿拜之女
- 继福晋哈达那拉氏，吴尔古代之女

### 子女
- 長子岳洛歡
- 次子多罗衍禧介郡王羅洛渾
- 三子多罗显荣贝勒喀爾楚渾
- 四子多罗和惠贝勒巴爾楚渾
- 五子镇国将军巴思哈
- 六子多罗刚毅贝勒祜裡布
- 七子富英武
- 女永金，和硕公主，母继福晋哈达那拉氏，外祖母莽古济，皇太极抚女，卒年二十三，嫁满珠习礼。